# Cosmotettix unica
Cosmotettix unica är en insektsart som beskrevs av Hamilton. Cosmotettix unica ingår i släktet Cosmotettix och familjen dvärgstritar. Inga underarter finns listade i Catalogue of Life.